# خوارزمية ليو هوي لحساب π
خوارزمية ليو هوي لحساب π هي طريقة ابتدعها العالم الصيني ليو هوي (القرن 3م) لحساب قيمة العدد π. حيث قبل هذا الاكتشاف، كان الصينيون يقربون قيمة العدد π بالعدد 3, ثم ابتدع زانغ هنغ (78-139) تقريبة 3.1724 للعدد π. لكن ليو هوي هو أول من استعمل مضلعا عدد أضلاعه 96 لتحديد قيمة π=3.1416